# Вейт (Мен)
Вейт (англ. Waite) — місто (англ. town) в США, в окрузі Вашингтон штату Мен. Населення — 66 осіб (2020).

## Демографія
Згідно з переписом 2010 року, у місті мешкала 101 особа в 43 домогосподарствах у складі 31 родини. Було 72 помешкання
Расовий склад населення:
| - 93,1 % — білих - 6,9 % — корінних американців |

До двох чи більше рас належало 0,0 %. Частка іспаномовних становила 4,0 % від усіх жителів.
За віковим діапазоном населення розподілялося таким чином: 19,8 % — особи молодші 18 років, 66,3 % — особи у віці 18—64 років, 13,9 % — особи у віці 65 років та старші. Медіана віку мешканця становила 48,1 року. На 100 осіб жіночої статі у місті припадало 87,0 чоловіків;  на 100 жінок у віці від 18 років та старших — 92,9 чоловіків також старших 18 років.
Середній дохід на одне домашнє господарство  становив 53 152 долари США (медіана — 63 438), а середній дохід на одну сім'ю — 65 473 долари (медіана — 64 688). За межею бідності перебувало 8,8 % осіб, у тому числі 0,0 % дітей у віці до 18 років та 0,0 % осіб у віці 65 років та старших.
Цивільне працевлаштоване населення становило 25 осіб. Основні галузі зайнятості: сільське господарство, лісництво, риболовля — 28,0 %, мистецтво, розваги та відпочинок — 24,0 %, освіта, охорона здоров'я та соціальна допомога — 20,0 %.